# Live (album de Yannick Noah)
Pour les articles homonymes, voir Liste des albums intitulés Live et Live.
Albums de Yannick Noah
Yannick Noah
(2000) Pokhara
(2003)
Live est le premier album live de Yannick Noah sorti le 3 octobre 2002.

## Liste des morceaux
| No  | Titre                                | Durée |
| --- | ------------------------------------ | ----- |
| 1.  | Madingwa                             | 5:44  |
| 2.  | Les Lionnes                          | 3:54  |
| 3.  | Écoute                               | 3:42  |
| 4.  | Abakouilla                           | 6:48  |
| 5.  | Entre ta peau et la mienne           | 4:25  |
| 6.  | Ni divin ni chien                    | 4:13  |
| 7.  | No Mèléne Me Ziga Nda                | 4:46  |
| 8.  | Jamafrica                            | 3:21  |
| 9.  | Quand la danse                       | 3:44  |
| 10. | Sans moi                             | 4:51  |
| 11. | Simon Papa Tara                      | 4:05  |
| 12. | Yaka                                 | 4:52  |
| 13. | Saga Africa                          | 9:05  |
| 14. | La Voix des sages (No More Fighting) | 4:18  |
| 15. | Freedom (Redemption Song)            | 4:43  |
| 16. | Oh rêves                             | 4:25  |